# C.J. Dennis
 (avril 2021).
Clarence Michael James Stanislaus Dennis, plus connu sous le nom de C.J. Dennis, (7 septembre 1876 - 22 juin 1938) était un poète australien célèbre pour ses poèmes humoristiques, en particulier « le mec sentimental » (The Sentimental Bloke) publié au début du XXe siècle.

## Biographie
C. J. Dennis est né à Auburn, en  Australie-Méridionale où son père était hôtelier. Sa mère étant en mauvaise santé, Clarrie (comme on l'appelait) a été élevé d'abord par ses grands-tantes, puis au Christian Brothers College, à Adélaïde.
À 19 ans, il travaille comme clerc de notaire. C'est pendant qu'il exerçait ce métier que, comme Banjo Paterson, un employé de banque l'avait fait avant lui, qu'il publie son premier poème. Il continua à publier dans The Bulletin, comme Paterson et Henry Lawson l'avaient également fait. Ils sont souvent considérés tous les trois comme les poètes australiens les plus célèbres, bien que les œuvres de Dennis soient moins bien connues de nos jours. The Sentimental Bloke s'est vendu à 65 000 exemplaires la première année.
The Songs of a Sentimental Bloke et de nombreuses œuvres secondaires publiées ultérieurement racontent les aventures quotidiennes de Bill, le personnage principal, de Doreen, de son ami Ginger Mick et d'autres personnages. Les poèmes sont écrits en dialecte, et se présentent comme des parodies humoristiques typiques.
The Sentimental Bloke a été adapté au théâtre, dans un film muet du même nom, un film sonore, et une comédie musicale au cours des décennies suivantes. En 1983, la poste australienne publiait The Sentimental Bloke sur une série de timbres. Un prix de poésie nommé en l'honneur de Dennis est décerné régulièrement par le Premier ministre du Victoria dans le cadre de la cérémonie annuelle des Prix du Victorian Premier's Literary.
Après la mort de Dennis à l'âge de 61 ans, Joseph Lyons, le Premier ministre d'Australie de l'époque, le décrivit comme le Robert Burns australien.

## Publications
- Backblock Ballads and Other Verses (1913)
- The Songs of a Sentimental Bloke (en) (1915)
- The Moods of Ginger Mick (1916)
- The Glugs of Gosh (1917)
- Doreen (1917)
- Digger Smith (1918)
- Backblock Ballads and Later Verses (1918)
- Jim of the Hills (1919)
- A Book for Kids (1921) (reissued as Roundabout, 1935)
- Rose of Spadgers (1924)
- The Singing Garden (1935)